# Ornella Vanoni
Ornella Vanoni, född 22 september 1934 i Milano, är en italiensk sångerska.